# Автошлях B11 (Німеччина)
Федеральний автошлях 11 (B11, нім. Bundesstraße 11)  — німецька федеральна дорога, у вільній землі Баварія. Вона починається на кордоні з Чехією біля Баєріш-Айзенштайна і пролягає через Деггендорф, Ландсхут, Фрайзінг, Мюнхен і Кессельберг до Крюна. Спочатку його довжина становила 312 кілометрів, з яких 155 кілометрів на даний момент вирівняно.